# Romont FR
| FR ist das Kürzel für den Kanton Freiburg in der Schweiz. Es wird verwendet, um Verwechslungen mit anderen Einträgen des Namens Romont zu vermeiden. |

Romont [ʀɔˈmɔ̃] (Freiburger Patois Remonⓘ) ist eine politische Gemeinde und Hauptort des Distrikts Glâne des Kantons Freiburg in der Schweiz. Der frühere deutsche Name Remund wird heute nur noch selten verwendet. Das historische Städtchen mit Umfassungsmauer wurde auf einem Hügel im oberen Glânetal erbaut.

## Geographie
Romont liegt auf 780 m ü. M. (Ortszentrum – der Bahnhof auf 708 m), 22 km südwestlich der Kantonshauptstadt Freiburg (Luftlinie) im südwestlichen Freiburger Mittelland. Das historische Städtchen befindet sich auf der Kuppe eines markanten Hügels mitten im weiten Tal. Im Osten liegt die Ebene am Oberlauf der Glâne, im Westen und Norden das Tal von deren Seitenbach Glaney.
Die Fläche des 10,66 km2 grossen Gemeindegebiets umfasst einen Abschnitt des mehrheitlich von Moränen bedeckten Molasseplateaus des Freiburger Hügellandes. Den zentralen Teil der Gemeindefläche bildet der bis 90 m über die Talebene der Glâne aufragende Stadthügel, der mit einer Längsausdehnung (Südwest-Nordost) von rund einem Kilometer und einer Breite von 600 Metern ein von Moräne überlagerter Molasseberg (ähnlich einem Drumlin) des eiszeitlichen Rhonegletschers ist. Östlich an den Stadthügel schliesst die von Moränen und Flusssedimenten geschaffene Talniederung der Glâne an, weiter im Osten reicht das Gebiet an den Hang des Höhenrückens Les Brévires (beim Hof La Montagne 777 m ü. M.).
Im Norden und Westen des Hügels von Romont befindet sich die Talsenke des Baches Glaney, der nur wenig nordöstlich des Städtchens in die Glâne mündet. Nach Westen und Nordwesten erstreckt sich der Gemeindeboden auf den Kamm des breiten Höhenrückens zwischen dem mittleren Broyetal und dem oberen Glânetal. Hier befinden sich die Waldhöhen Dailles (bis 790 m ü. M.), Bois de Bossens (811 m ü. M.) und Bois de Boulogne (811 m ü. M.), die beiden höchsten Erhebungen von Romont, sowie Combloney (809 m ü. M.). Von der Gemeindefläche entfielen 1997 16 % auf Siedlungen, 13 % auf Wald und Gehölze, 70 % auf Landwirtschaft, und etwas weniger als 1 % war unproduktives Land.
Zu Romont gehören die Bahnhofsiedlung am Südwestfuss des Stadthügels, die Weiler Les Chavannes (694 m ü. M.) am Nordfuss des Hügels, Le Glaney (700 m ü. M.) nördlich des gleichnamigen Baches, Bossens (768 m ü. M.) am Hang südöstlich des Bois de Bossens, Arruffens (722 m ü. M.) und La Halle (708 m ü. M.) in der Glâneniederung südlich des Städtchens sowie zahlreiche Einzelhöfe. Nachbargemeinden von Romont sind Villaz, Mézières, Siviriez und Billens-Hennens im Kanton Freiburg sowie Prévonloup, Dompierre, Villars-Bramard und Villarzel im Kanton Waadt.

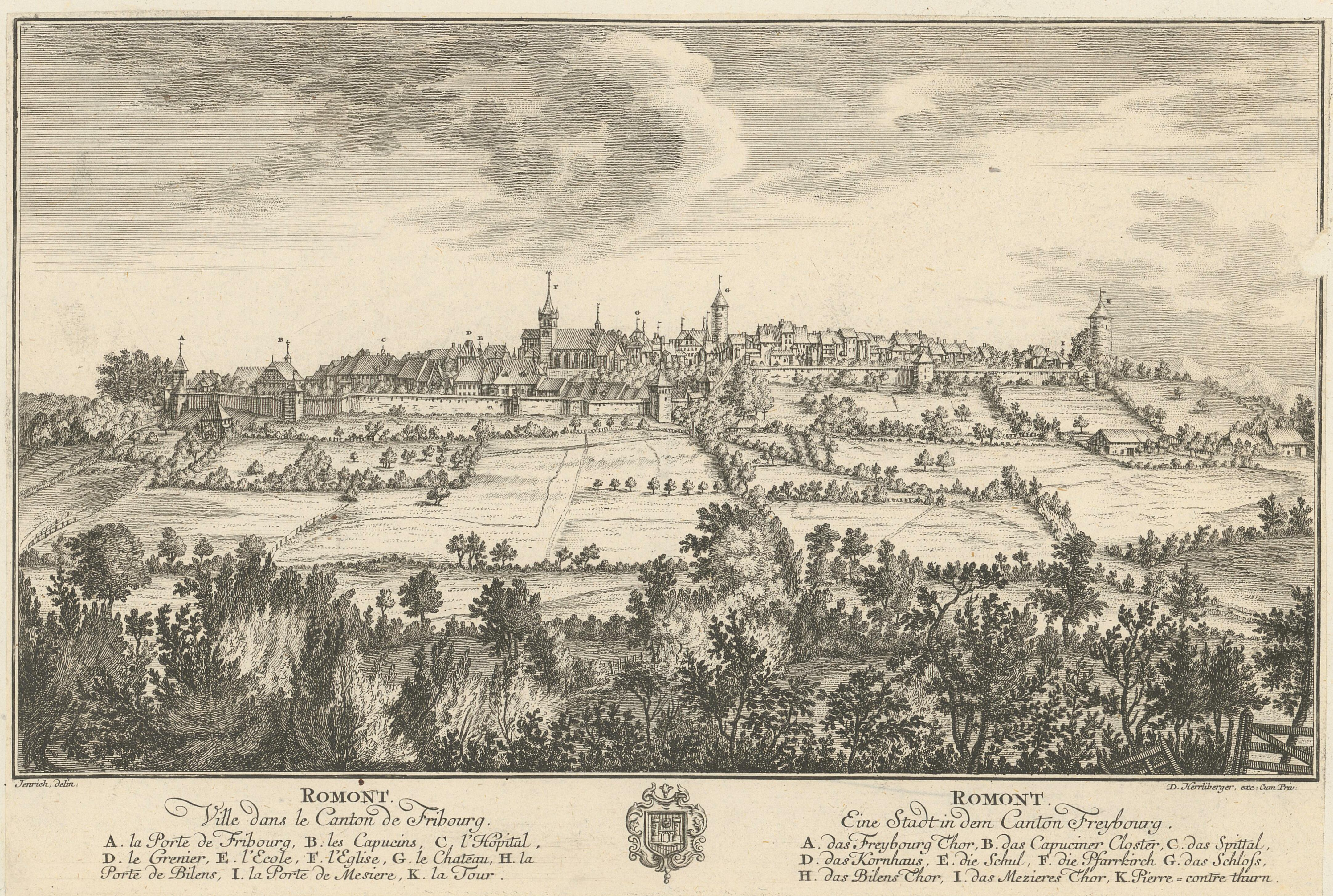
Romont im Kanton Freiburg. ca. 1758
Luftbild von Walter Mittelholzer, 1926

## Geschichte
Auf dem Gemeindegebiet von Romont wurden Spuren aus der Bronzezeit sowie Überreste eines römischen Gutshofes gefunden. Die Siedlung Romont wurde im 10. Jahrhundert von den Herzögen von Burgund gegründet und trug zunächst den latinisierten Namen rotundus mons (runder Berg, in Anlehnung an die Form des Stadthügels); von 1228 ist die Bezeichnung Rommon überliefert. Zu dieser Zeit gehörte Romont den Herren von Billens, die im 12. Jahrhundert das erste Schloss auf dem Hügel erbaut hatten.

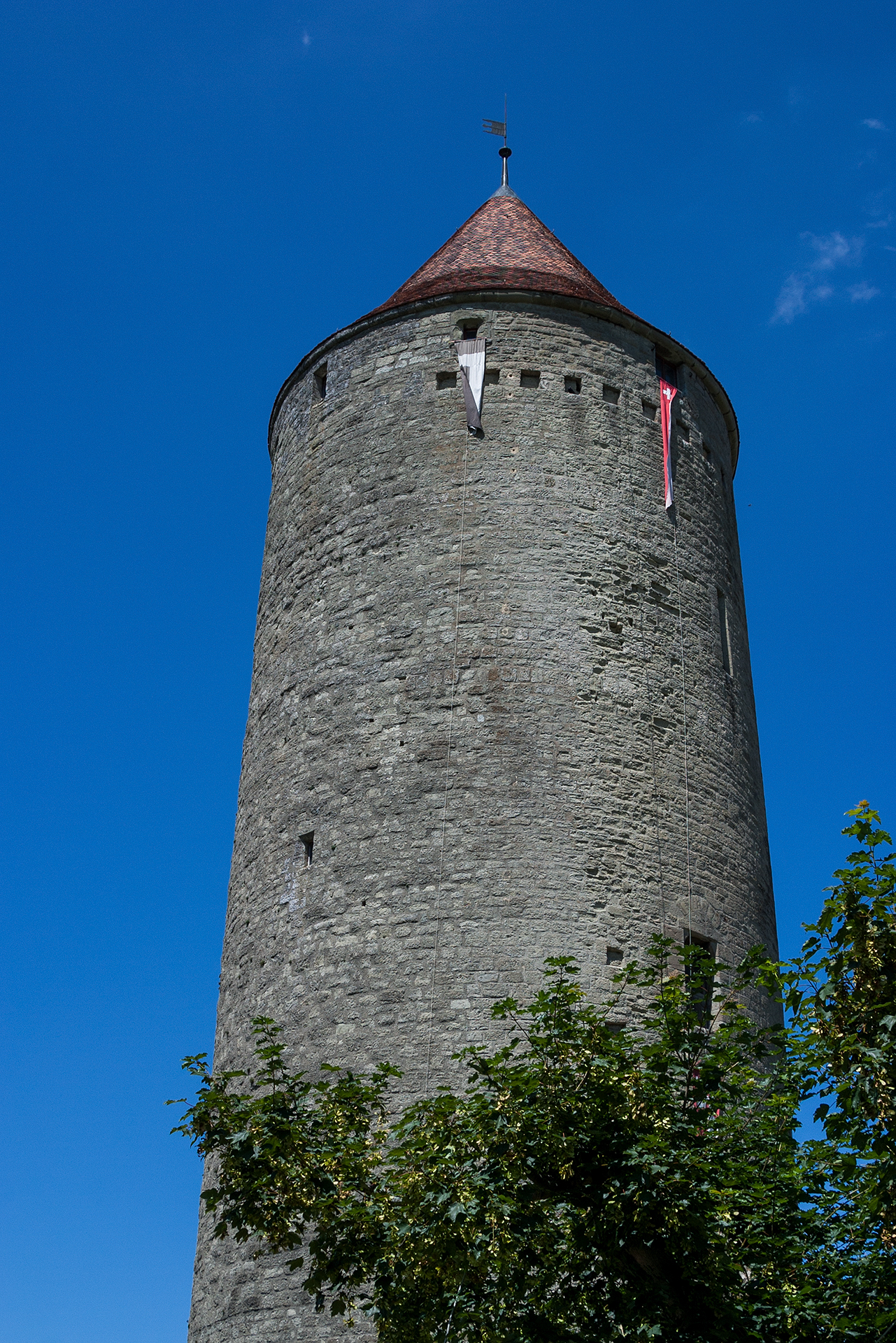
Tour à Boyer

Die befestigte Stadt Romont wurde 1240 von Peter II. von Savoyen gegründet und zu einem bedeutenden savoyischen Militärstützpunkt im Mittelland ausgebaut. Bereits 1244 erhielt das Städtchen das Marktrecht. Seit dieser Zeit nannten sich die Schlossherren Grafen von Romont. Weil der Graf Karl den Kühnen bei seinen Einfällen im Waadtland unterstützte, wurde Romont 1476 nach der Schlacht von Grandson von den Eidgenossen belagert, eingenommen und gebrandschatzt. In der Folge gehörte das Städtchen bis 1478 zu Freiburg, bevor es wieder unter die Oberhoheit der Savoyer zurückgegeben wurde.
Als die Berner 1536 das Waadtland eroberten, stellte sich Romont unter den Schutz Freiburgs. Die Freiburger Herren errichteten die Vogtei Romont, die den oberen Teil des Glânetals umfasste. Residenz der Vögte von Romont blieb weiterhin das Schloss, das zu diesem Zweck fast vollständig neu erbaut wurde. In der Zeit bis zum Zusammenbruch des Ancien Régime im Jahr 1798 residierten 55 Vögte auf dem Schloss. Danach war das Städtchen bis 1848 Sitz der freiburgischen Präfekten des Distrikts Romont. Mit dem Inkrafttreten der neuen Kantonsverfassung im Jahr 1848 wurde Romont Hauptort des Distrikts Glâne. Die Altstadt wurde mehrfach von verheerenden Feuersbrünsten heimgesucht, letztmals 1863. Ebenfalls 1863 gründeten katholische Geistliche die Zeitung L’Ami du peuple, die Redaktion zog 1869 nach Freiburg. 1868 wurde die bis dahin selbstständige Gemeinde Arrufens mit Romont fusioniert. 1981 schliesslich wurde die Streusiedlungsgemeinde Les Glânes, welche die Höfe auf der rechten Seite der Glâne umfasste, nach Romont eingemeindet.

## Bevölkerung
Mit 5891 Einwohnern (Stand 31. Dezember 2023) gehört Romont zu den mittelgrossen Gemeinden des Kantons Freiburg. Von den Bewohnern sind 83,8 % französischsprachig, 6,2 % portugiesischsprachig und 2,4 % deutschsprachig (Stand 2000). Die Bevölkerungszahl von Romont belief sich 1900 auf 2210 Einwohner. Im Verlauf des 20. Jahrhunderts wurde ein kontinuierliches Bevölkerungswachstum verzeichnet (2931 Einwohner im Jahr 1950).

## Wirtschaft
Romont war stets ein agrarisch geprägtes Städtchen. Die landwirtschaftlichen Erzeugnisse des Umlandes wurden hier verarbeitet und in den Handel gebracht. Im Weiteren wurden hier landwirtschaftliche Geräte hergestellt. So ist beispielsweise die Fabrikation von Sensen und Sicheln seit dem 15. Jahrhundert belegt; im 16. Jahrhundert kam eine Glockengiesserei dazu. Auch die Weberei spielte eine wichtige Rolle in Romont.
Heute bietet Romont rund 2700 Arbeitsplätze an. Mit 4 % der Erwerbstätigen, die noch im primären Sektor beschäftigt sind, hat die Landwirtschaft nur noch einen geringen Stellenwert in der Erwerbsstruktur der Bevölkerung. Etwa 39 % der Erwerbstätigen sind im industriellen Sektor tätig, während der Dienstleistungssektor 57 % der Arbeitskräfte auf sich vereinigt (Stand 2001).
Die Landwirtschaft im Gebiet von Romont konzentriert sich auf Milchwirtschaft und Viehzucht, demgegenüber wird nur ein relativ geringer Anteil der Fläche ackerbaulich genutzt. Seit der zweiten Hälfte des 19. Jahrhunderts entwickelte sich in Bahnhofnähe südwestlich der Altstadt ein Industriequartier. Heute sind dort Unternehmen der Glasindustrie, des Maschinenbaus, der Möbelindustrie, des Baus von Klimaanlagen sowie die Holcim (Vaud-Fribourg) SA und die Tetra Pak (Suisse) SA ansässig. Nordöstlich von Romont befindet sich das Tanklager des Unternehmens Deroil SA. Die Gemeinde ist seit 1972 Standort des Waffenplatzes Drognens, wo heute Transport- und Logistikschulen der Schweizer Armee untergebracht sind.
In der Altstadt befinden sich die Gemeinde- und Bezirksverwaltung. Hier gibt es kleinere Läden, Boutiquen, Restaurants und Cafés, die vor allem auf den Tagestourismus ausgerichtet sind. Eine bedeutende Touristenattraktion stellt das 1981 eröffnete Musée Suisse du Vitrail dar (Schweizerisches Museum für Glasmalerei).
Nestlé Nespresso investierte (2012–2015) 300 Millionen Franken in Romont in sein drittes Produktionszentrum. Im Gegenzug wurden dem Unternehmen für eine gewisse Zeit die Gewinnsteuern von der Gemeinde erlassen.

## Verkehr

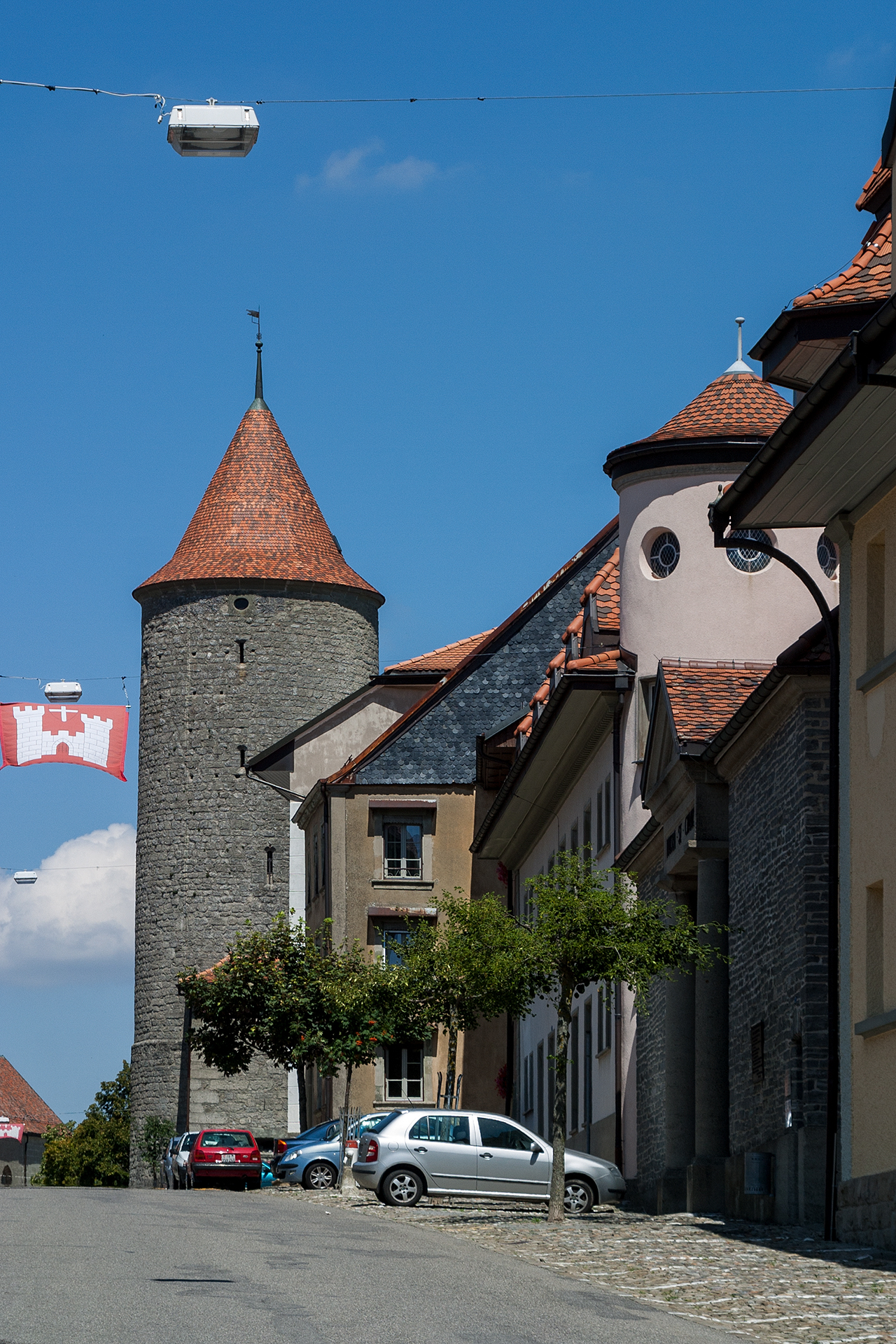
Altstadt von Romont

Die Gemeinde ist verkehrsmässig recht gut erschlossen. Sie liegt an der Kreuzung der Kantonsstrassen von Freiburg nach Oron-la-Ville (Hauptstrasse 155), nach Payerne (Hauptstrasse 188) beziehungsweise Moudon und von Bulle nach Lucens (Hauptstrasse 156). Die nächsten Anschlüsse an die Autobahn A12 befinden sich bei Vaulruz (im Süden, rund 11 km vom Ortskern entfernt) und bei Matran (im Nordosten, rund 16 km vom Ortskern entfernt).
Am 4. September 1862 nahm die Eisenbahnlinie von Lausanne nach Freiburg als Teil der Bahnstrecke Lausanne–Bern mit dem Bahnhof in Romont und am 1. Juli 1868 die Regionalbahn von Romont nach Bulle den Betrieb auf (Chemin de fer Bulle–Romont).
Buslinien erschliessen von Romont aus die Region: Postautokurse verkehren nach Payerne und Avry, Buslinien der Freiburger Verkehrsbetriebe nach Bulle, Freiburg, La Verrerie, Moudon, Palézieux und Prez-vers-Siviriez.
Die Velorouten 87 La Broye-La Gruyère und 99 Lausanne-Rorschach führen durch Romont. Ein Pilgerweg nach Santiago de Compostela, der Jakobsweg, hat das Kloster Fille-Dieu als Etappenort und durchquert die Altstadt.
Bei Romont überqueren fünf Strassenbrücken und eine Eisenbahnbrücke die Glâne.

## Sehenswürdigkeiten
Schon von weitem bildet das auf dem Hügel gelegene Städtchen eine Silhouette. Romont hat sein Stadtbild mit zahlreichen Bürger- und Patrizierhäusern aus dem 17. bis 19. Jahrhundert bewahrt. Der Stadtgrundriss umfasst eine Fläche von 550 m × 200 m. Es gibt zwei Längsstrassen, die durch mehrere Quergassen miteinander verbunden sind. Von der alten Ringmauer aus dem 13. Jahrhundert (in der späteren Zeit mehrfach erneuert und ausgebaut) ist ein grosser Teil noch erhalten. Wichtigstes Befestigungsbauwerk ist der mächtige Rundturm Tour à Boyer (13. Jahrhundert) am Südende der Altstadt. Ferner gehören auch die viereckige Tour de Billens und die Tour de Sauvage zur Stadtbefestigung. Hingegen wurden die Stadttore 1842 abgebrochen.
Auf dem höchsten Punkt des Hügels befindet sich das Schloss Romont, das im 13. Jahrhundert unter Peter von Savoyen an der Stelle einer älteren Burg erbaut wurde. Die ältesten Teile des Schlosses (zur Gründungszeit erstellt) sind die Ringmauer und der runde Bergfried. Demgegenüber wurden die Wohngebäude in der Zeit von 1588 bis 1590 praktisch vollständig neu erbaut. Im Innenhof des Schlosses befindet sich ein Brunnen-Tretrad von 1772 mit 4,5 m Durchmesser. Heute beherbergt das Schloss das Musée Suisse du Vitrail.

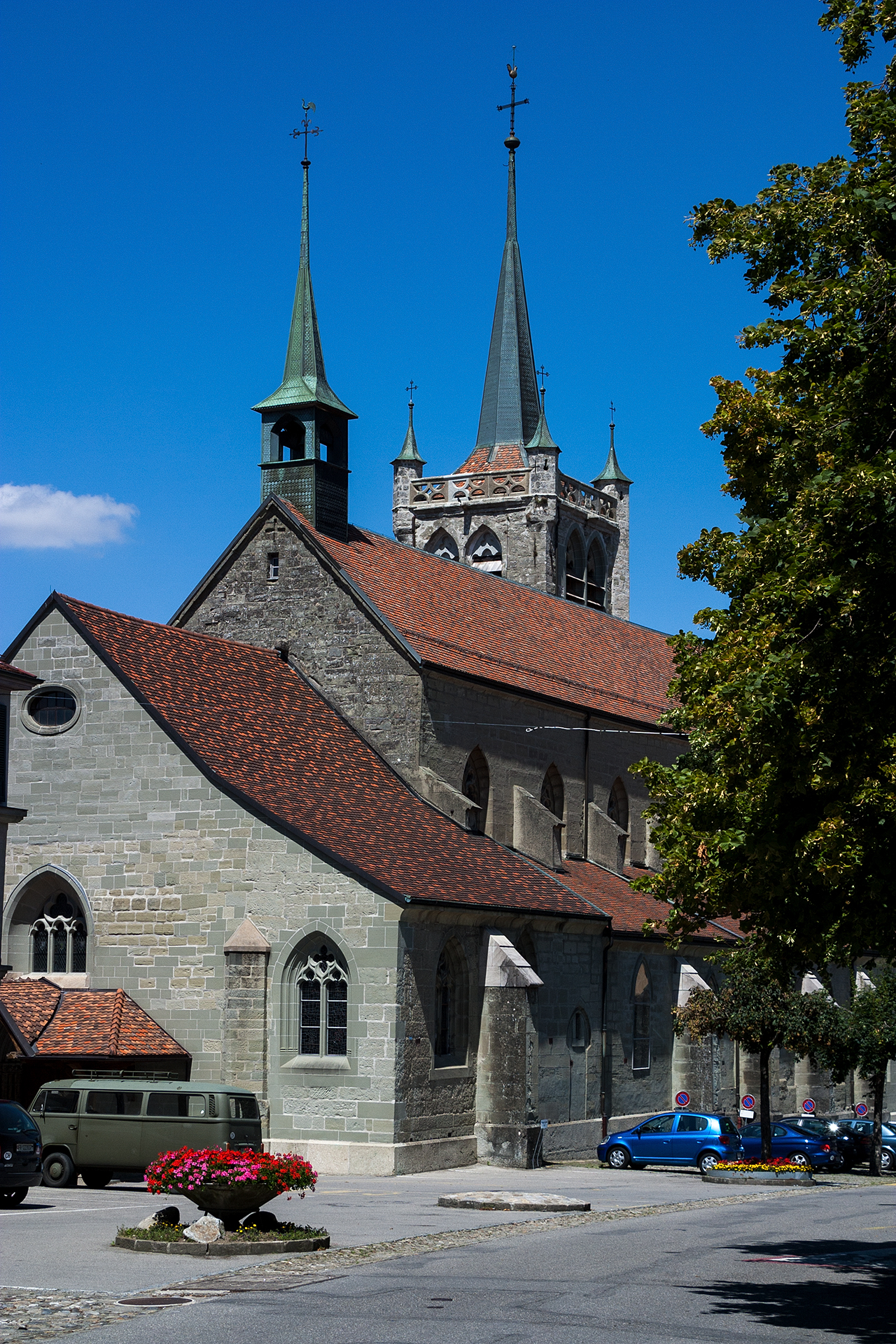
Kollegiatkirche Notre-Dame

Schräg gegenüber dem Schloss steht die gotische Kollegiatkirche Notre-Dame-de-l’Assomption, die im 15. Jahrhundert an der Stelle eines romanischen Vorgängerbaus errichtet wurde. In die 1451 geweihte Kirche wurde das südliche Seitenschiff des Vorgängerbaus eingegliedert. Das dreischiffige Gotteshaus besitzt einen Rechteckchor, einen Narthex aus dem 14. und 15. Jahrhundert und im Tympanon des Portals eine bedeutende Majestas-Darstellung von 1250. Auch die Innenausstattung der Kirche ist bemerkenswert: reich geschnitztes Chorgestühl (1466–69), eine reliefierte steinerne Kanzel von 1520, eine Kreuzigungsgruppe aus dem 15. Jahrhundert sowie Glasmalereien aus dem 14. und 15. Jahrhundert und moderne Glasmalereien aus dem 19. und 20. Jahrhundert.
Unter den Häusern der Altstadt sind das Restaurant de la Croix Blanche (16. Jahrhundert) nahe dem Schloss und das Hôtel du Cerf (ebenfalls aus dem 16. Jahrhundert, im 19. Jahrhundert umgestaltet) zu erwähnen.
In der Talniederung der Glâne nordöstlich des Stadthügels befindet sich die Zisterzienserinnen-Abtei Notre Dame de la Fille-Dieu, die der strengeren Observanz des Ordens angehört. Das 1268 gegründete Kloster erreichte besonders während des 14. Jahrhunderts einen wirtschaftlichen Wohlstand. Die um einen Innenhof angeordneten Konventsgebäude zeigen einen strengen Barockstil.

## Partnerschaft
Seit 1980 pflegt Romont eine Partnerschaft mit der Gemeinde Mondolfo in Italien.

## Persönlichkeiten
- César Vicarino (1833–1910), Eisenbahningenieur und Politiker
- Louis Grand (1843–1909), Jurist und Politiker
- Eugène Grand (1870–1937), Jurist und Politiker
- Eugène Deschenaux (1874–1940), Jurist und Politiker
- Théodore Ayer (1905–1974), Politiker, Staatsrat des Kantons Freiburg
- Thierry Lang (* 1956), Jazzmusiker
- Steven Barras (* 1983), Eishockeyspieler